# Hietavaara
Hietavaara är en kulle i Finland. Den ligger i Savukoski i landskapet Lappland, i den norra delen av landet, 800 km norr om huvudstaden Helsingfors. Toppen på Hietavaara är 349 meter över havet, eller 147 meter över den omgivande terrängen. Bredden vid basen är 1,9 km. Hietavaara ligger vid sjön Hietajärvi.
Terrängen runt Hietavaara är huvudsakligen platt. Trakten runt Hietavaara är nära nog obefolkad, med mindre än två invånare per kvadratkilometer. == Kommentarer ==
1. ↑  Position justerad utifrån höjddata (DEM 3") från Viewfinder Panoramas.[1] Mer om algoritmen finns här: Användare:Lsjbot/Algoritmer.
2. ↑  Framräknat ur höjduppgifter (DEM 3") från Viewfinder Panoramas.[1] Mer om algoritmen finns här: Användare:Lsjbot/Algoritmer.
3. ↑  Primärfaktor framräknad ur höjddata (DEM 3") från Viewfinder Panoramas.[1] Mer om algoritmen finns här: Användare:Lsjbot/Algoritmer.
4. ↑  Största utsträckningen av den höjdkurva som ger primärfaktorn.
5. ↑  Framräknat ur höjduppgifter (DEM 3") från Viewfinder Panoramas.[1] Mer om algoritmen finns här: Användare:Lsjbot/Algoritmer.
6. ↑  Framräknat ur variansen i alla höjduppgifter (DEM 3") från Viewfinder Panoramas, inom 10 km radie.[1] Mer om algoritmen finns här: Användare:Lsjbot/Algoritmer.